# Rolim de Moura
Rolim de Moura este un oraș în Rondônia (RO), Brazilia.